# Aizuri-e

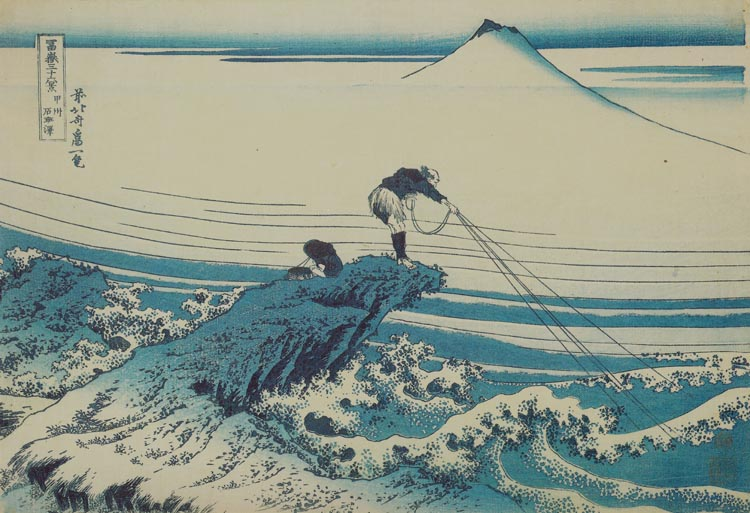
Kajikazawa en la provincia de Kai (1830-1832), obra de Katsushika Hokusai.

El término aizuri-e (藍摺絵 «imagen impresa en azul»?) engloba a las impresiones xilográficas japonesas que se entintan total o predominantemente en azul. Cuando se emplea otro color, suele ser el rojo; incluso si se utiliza un solo tipo de tinta azul, se logran variaciones en la luminosidad al superponer varias impresiones sobre una misma parte del diseño o al aplicar una gradación en la tinta del bloque de madera (bokashi).

## Historia

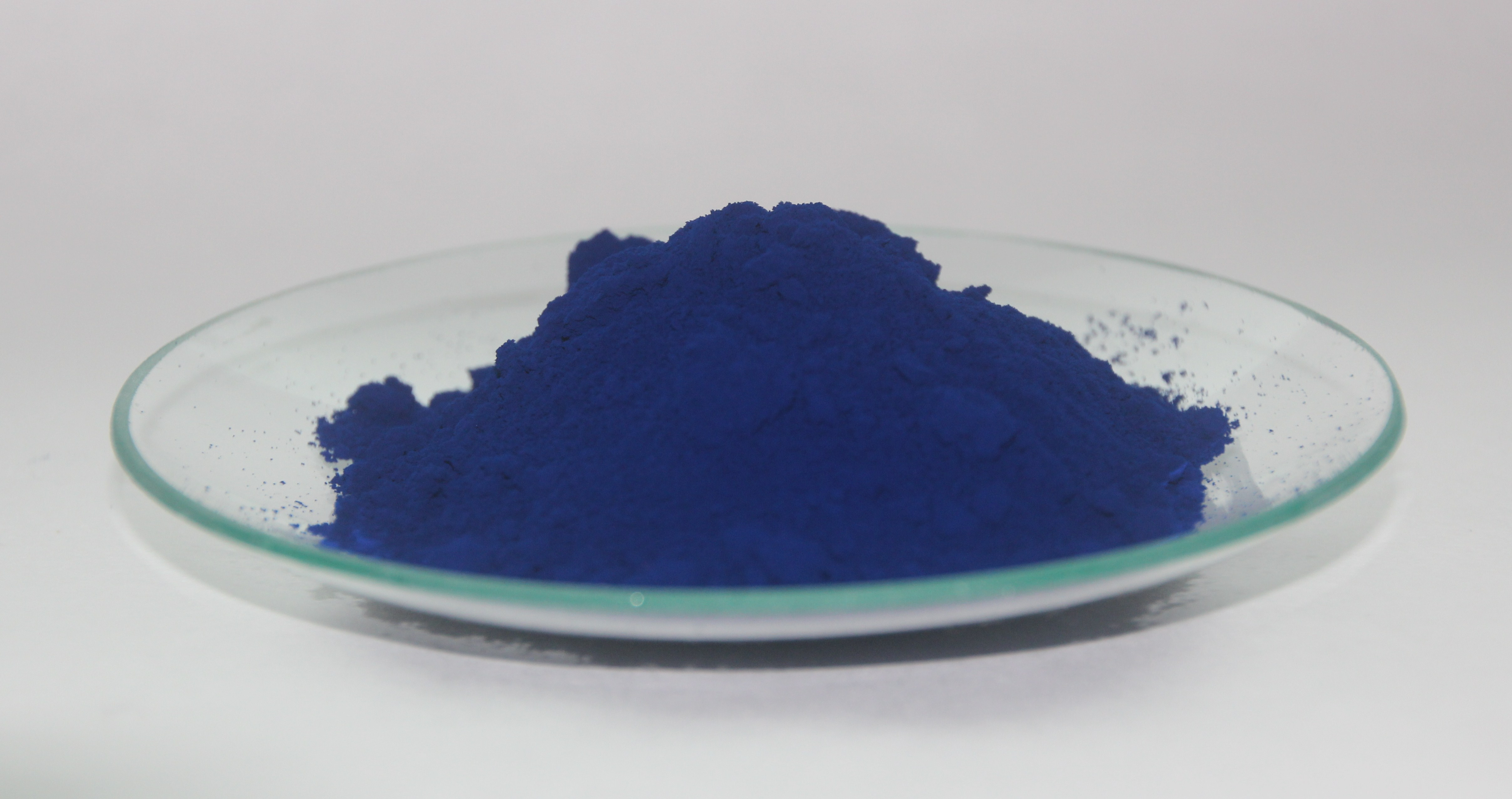
Pigmento de azul de Berlín.

El desarrollo del aizuri-e se asoció con la importación del pigmento azul de Prusia desde Europa en la década de 1820. Los comerciantes chinos y holandeses traían la mercancía al país, y el pigmento fue rápidamente adoptado por los artistas japoneses. La teoría de que esta técnica fue impulsada por las leyes suntuarias de 1842 conocidas como las reformas Tenpō ya no es ampliamente aceptada.
Este color presentaba una serie de ventajas sobre el índigo o los tintes de pétalos de flor de Santa Lucía, que se usaban anteriormente para crear el azul: era más vívido, tenía una mayor gama tonal y era más resistente a la decoloración. Demostró ser particularmente efectivo para expresar profundidad y distancia, y su popularidad puede haber sido un factor importante en el establecimiento del «paisaje puro» (sin figuras humanas) como un nuevo género para el ukiyo-e.

## Usos

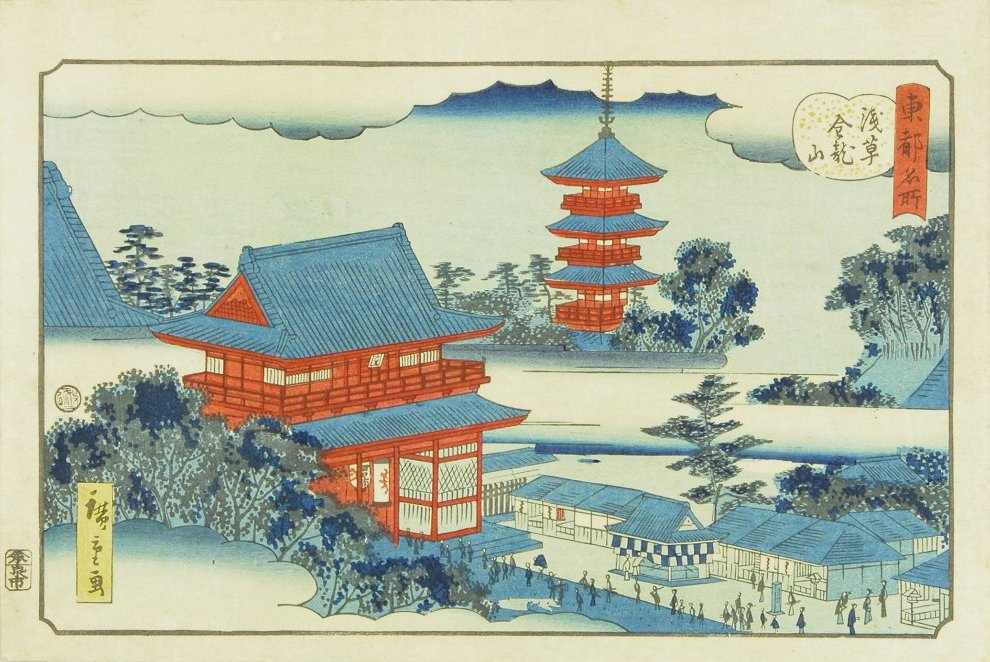
Templo Kinryuzan en Asakusa por Hiroshige II (mediados del siglo), de la serie Lugares célebres de la capital oriental. Nótese el uso del rojo en contraste con el azul de Prusia.

Katsushika Hokusai empleó el aizuri-e en una primera edición de su célebre serie Treinta y seis vistas del monte Fuji hacia 1830. El azul es un tono característico del autor, al que se puede relacionar un significado simbólico de vida y renacimiento, que a su vez se asocia a la preocupación de Hokusai por la longevidad y la vida eterna. También utilizó el azul de Prusia para el delineado en ciertos grabados en lugar de negro. En versiones posteriores, el aizuri-e abandona la monocromía para acompañar al azul en diferentes gradaciones con otros tonos claros. Además de Hokusai, otros artistas como Hiroshige y Kunisada usaron el azul de Prusia para sus impresiones.